# Mydaea hirtiventris
Mydaea hirtiventris este o specie de muște din genul Mydaea, familia Muscidae, descrisă de Malloch în anul 1920. Conform Catalogue of Life specia Mydaea hirtiventris nu are subspecii cunoscute.